# Naunton
Naunton – wieś w Anglii, w hrabstwie Gloucestershire. Leży 29 km na wschód od miasta Gloucester i 126 km na zachód od Londynu.